# Стенобионт
Стенобионт e животински или растителен организъм, който е приспособен да съществува само при относително постоянни условия на околната среда. За тях е характерно, че не могат да понасят големи колебания в средата, което ги прави добри биоиндикатори. Примери за стенобионти са дълбоководните риби, зелените водорасли, белите мечки, лъвове, лишеи и други.